# Kachamaranahalli, Bangalore South
Kachamaranahalli là một làng thuộc tehsil Bangalore South, huyện Bangalore Urban, bang Karnataka, Ấn Độ.